# 브루노 헬러
브루노 헬러(Bruno Heller, 1960년 ~ )는 미국의 텔레비전 드라마 각본가이다. 대표작으로 《로마》, 《멘탈리스트》, 《고담》 등이 있다. 할리우드 각본가 루커스 헬러의 아들이며, 동생인 조이 헬러는 소설가이다.